# Barjols
Barjols este o comună în departamentul Vaucluse din sud-estul Franței. În 2009 avea o populație de 3.047 de locuitori.

## Evoluția populației
| An        | 1975  | 1982  | 1990  | 1999  | 2006  | 2009  |
| --------- | ----- | ----- | ----- | ----- | ----- | ----- |
| Populație | 2.092 | 2.016 | 2.166 | 2.414 | 2.963 | 3.047 |